# اس‌اس آلزیا
اس‌اس آلزیا (به انگلیسی: SS Alesia) یک کشتی بود که طول آن ۳۲۸ فوت ۰ اینچ (۹۹٫۹۷ متر) بود. این کشتی در سال ۱۸۸۲ ساخته شد.